# František Kopřiva (politik Pirátů)
František Kopřiva (* 30. listopadu 1995 Mladá Boleslav) je český laboratorní specialista, copywriter a politik, v letech 2017 až 2021 poslanec Poslanecké sněmovny Parlamentu ČR, bývalý člen Pirátů.

## Život
Maturoval v roce 2015 na Gymnáziu Dr. Josefa Pekaře v Mladé Boleslavi. Následně začal studovat na Fakultě elektrotechnické Českého vysokého učení technického v Praze. K říjnu 2017 studoval Fakultu humanitních studií Univerzity Karlovy. Od roku 2016 pracuje v Laboratoři pro vývoj a realizaci ČVUT v Praze, kromě toho příležitostně působí jako copywriter.
František Kopřiva žije ve městě Mladá Boleslav.

## Politické působení
Od roku 2014 je členem Pirátů. Je aktivním členem zahraničního odboru strany a pracovní skupiny pro mezinárodní vztahy. Od května 2015 s přestávkou působí v předsednictvu středočeského sdružení a od srpna 2015 je členem Republikového výboru. Je předsedou místního sdružení v Mladé Boleslavi.
V krajských volbách v roce 2016 byl lídrem Pirátů ve Středočeském kraji, ale neuspěl (strana získala 3,48 % hlasů).
Ve volbách do Sněmovny v roce 2017 byl za Piráty zvolen poslancem ve Středočeském kraji z třetího místa kandidátky. Ve volbách do Evropského parlamentu v květnu 2019 kandidoval na 19. místě kandidátky Pirátů, ale nebyl zvolen.
Ve volbách do Sněmovny v roce 2021 kandidoval jako člen Pirátů na 3. místě kandidátky koalice Piráti a Starostové ve Středočeském kraji, ale nebyl zvolen. Mandát poslance se mu tak nepodařilo obhájit.
Ve volbách do Evropského parlamentu v červnu 2024 kandidoval z 9. místa kandidátky Pirátů. Získal 959 preferenčních hlasů, a stal se tak 9. náhradníkem. V krajských volbách v roce 2024 neúspěšně kandidoval do Zastupitelstva Středočeského kraje.
V březnu 2025 ukončil členství v České pirátské straně. Jako důvod uvedl, že se s působením a fungováním Pirátů neidentifikuje natolik, aby mohl být jejich členem.